# فرنسيس غوثري
فرنسيس غوثري (بالإنجليزية: Francis Guthrie)‏ هو رياضياتي وعالم نبات جنوب أفريقي، ولد في 22 يناير 1831 في لندن في المملكة المتحدة، وتوفي في 19 أكتوبر 1899 في كيب تاون في جنوب أفريقيا.